# Styraconyx craticuliformis
Styraconyx craticuliformis är en djurart som tillhör fylumet trögkrypare, och som beskrevs av Chang och Rho 1998. Styraconyx craticuliformis ingår i släktet Styraconyx och familjen Halechiniscidae. Inga underarter finns listade i Catalogue of Life.